# Гуйе, Мансур
Мансур Гуйе (фр. Mansour Gueye; 30 декабря 1985, Дакар, Сенегал) — сенегальский футболист, нападающий клуба Флакэра (Хорезу).

## Биография
Свою карьеру форвард начинал в Швейцарии, где в десяти матчах за клуб «Серветт II» забил семь голов. После этого он перебрался в Румынию, где им заинтересовался клуб «Политехника Тимишоара». Из-за постоянных травм Мансур не смог, однако, закрепиться в основном составе команды.
Позже на правах аренды он выступал в клубе Второй лиги Румынии «Буфтя» и аутсайдере Лиги I «Глория (Бузэу)», где в общем в 27 матчах забил 16 голов. В 2012 году подписал контракт с казахстанским клубом «Ордабасы». В 2014 году выступал за «Поли Тимишоару» и саудовский «Аль-Шола».

## Достижения
- Обладатель Суперкубка Казахстана: 2012